# Stella est amoureuse
Série
Stella
(2008)
Pour plus de détails, voir Fiche technique et Distribution.
Stella est amoureuse est un film français réalisé par Sylvie Verheyde et sorti en 2022. Il fait suite à Stella (2008).
Il est présenté en sélection officielle au festival international du film de Locarno 2022.

## Synopsis
En 1985, la jeune Stella Vlaminck passe enfin son premier été sans les parents. Elle va alors profiter notamment du soleil et des Italiens avec ses meilleures copines. Mais après ces moments idylliques, Stella vit un difficile retour à la réalité : c’est l’année du bac pour elle. Même si elle y montre en apparences peu d'intérêts, elle sait l'importance qu'aura le diplôme sur sa vie future. De plus, elle ne veut surtout pas reprendre le commerce de ses parents : un bistrot parisien. Par ailleurs, son père Serge est parti avec une autre femme, laissant sa femme, Rosy, seule, endettée et déprimée. Heureusement, Stella va pouvoir se changer les idées, en rêvant d'un autre monde, avec ses sorties et des rencontres. Stella decouvre notamment le monde des boites de nuit et devient une fréquentatrice régulière des Bains-Douches. C'est dans une de ces soirées qu'elle rencontre André, lui aussi homme de la nuit et excellent danseur. Stella en tombe amoureuse dès leur premier regard. Le film se concentre sur l'évolution de leur rapport, mais également sur la complicité qu'elle a avec sa mère et son progrès scolaire en vue du bac.

## Fiche technique
Sauf indication contraire, les informations mentionnées dans cette section peuvent être confirmées par la base de données cinématographiques IMDb,  présente dans la section « Liens externes ».
- Titre original : Stella est amoureuse
- Réalisation : Sylvie Verheyde
- Scénario : Sylvie Verheyde et William Wayolle
- Photographie : Léo Hinstin
- Production : Mathieu Verhaeghe et Thomas Verhaeghe
- Pays de production :  France
- Genre : comédie dramatique
- Durée : 110 minutes
- Dates de sortie[2] :
  - Suisse : 7 août 2022 (festival de Locarno)
  - France : 14 décembre 2022

## Distribution
- Flavie Delangle : Stella Vlaminck
- Marina Foïs : Rosy Vlaminck
- Benjamin Biolay : Serge Vlaminck
- Louise Malek : Gladys
- Prune Richard : Élodie
- Agathe Saliou : Marion
- Léonie Dahan-Lamort : Sophia
- Anna Biolay : Clara
- Dixon : André
- Paul Manniez : Max
- Fred Epaud : le professeur d'histoire
- Stéphane Ly-Cuong : le professeur de latin
- Frédéric Sandeau : Bernard
- Wisdom Ayanou Le DJ résident

## Production
La réalisatrice Sylvie Verheyde a écrit le scénario avec son fils, William Wayolle.

## Accueil

### Critique
En France, le site Allociné propose une moyenne de 3,7⁄5, fondée sur 22 critiques de presse.

### Consommation de cigarette
Dans les commentaires des spectateurs du site Allociné, il est relevé à plusieurs reprises la consommation excessive de cigarette dans le film. Pour sa part, Première, dans sa critique, met entre parenthèses "trop" pour souligner subtilement cette consommation : « Elle aime danser, observer les uns et les autres, séduire, fumer (trop), mais pas trinquer ». La trame se déroulant en 1985, la loi Évin, qui a pour principe l'interdiction de fumer dans tous les locaux à usage collectif depuis 1991 ne s'applique donc pas encore. Il est observable que pratiquement tous les protagonistes, fument, parfois dans un contexte plus sensible en raison du tabagisme passif, lorsque par exemple le père fume dans l'appartement alors que son enfant, encore nourrisson, s'y trouve. L'action d'allumer une cigarette est également si présente qu'elle crée des fautes de raccords entre les scènes, comme lorsque André joue au synthétiseur tout en allumant une cigarette et demandant ensuite à Stella de lui donner l'heure indiquée sur le réveil. Quand elle s'en va juste après, on voit André faire un signe à son ami pour lui donner un briquet pour rallumer une cigarette. Une autre scène avec un problème de raccord, lorsque Stella, sa mère et son père entrent dans l'appartement de Véronique, la cigarette de cette dernière est à peine entamée, qu'elle rallume une cigarette peu de temps après leur arrivée et s'être assis.
En 2012, la ligue nationale contre le cancer avait fait une étude après le visionnage de 180 films ayant comptabilisé le plus grand nombre d'entrées entre 2005 et 2010. Elle dénonçait déjà à l'époque la trop forte présence du tabac sur les écrans et demandait une prise de conscience du monde du 7e art. Sur la période étudiée par l'Institut Ipsos, 80 % des films contenaient au moins une scène de tabagisme et 30 % plus de dix. En moyenne, le tabac s'imposait pendant 2,4 minutes par long-métrage, ce qui équivaut à la durée de cinq publicités. Dans Stella est amoureuse, cette moyenne est largement dépassée.